# Peter Zimmermann
Peter Zimmermann (Berlino Est, 13 agosto 1951) è un attore e regista tedesco.

## Biografia
Frequenta l'Accademia di arti drammatiche Ernst Busch. Dal 1992 insegna presso la Scuola di Cinema e Televisione di Babelsberg. Dal 2006 al 2009 è nel cast della soap La strada per la felicità, in onda su ZDF, interpretando il ruolo di Richard Van Weyden. Nel 2009 è Viktor Vollenbrinck nella serie di ARD Eine für alle - Frauen können's besser, nel 2010 ha un ruolo di supporto nella serie di RTL Gute Zeiten, schlechte Zeiten.
Sposa l'attrice Heike Jonca, dalla quale unione, nel 1982, nasce Nele Jonca.

## Filmografia

### Cinema
- Bis daß der Tod euch scheidet, regia di Heiner Carow (1979)
- Chiffriert an Chef - Ausfall Nr. 5, regia di Helmut Dziuba (1979)
- Die Frau und der Fremde, regia di Rainer Simon (1985)
- Atkins, regia di Helge Trimpert (1985)
- Das Haus am Fluß, regia di Roland Gräf (1986)
- Wengler & Söhne, regia di Rainer Simon (1987)
- Die Geschichte von der Gänseprinzessin und ihrem treuen Pferd Falada, regia di Konrad Petzold (1988)
- Der Sommer des Falken, regia di Arend Aghte (1988)
- Leb' wohl, Joseph, regia di Andreas Kleinert (1989)
- Vernymi ostanemsya, regia di Andrey Malyukov (1989)
- Motivsuche, regia di Dietmar Hochmuth (1990)
- Der Fall Ö., regia di Rainer Simon (1991)
- Flucht, regia di Ernst Gossner (1996)
- Im Namen der Unschuld, regia di Andreas Kleinert (1997)
- Schiff der Träume, regia di Ernst Gossner (1999)
- Transit, regia di Philipp Leinemann (2010)

### Teatro
- Don Juan, regia di A. Neu (1987)
- Iphigenie auf Tauris, regia di A. Stillmark (1992)
- Match, regia A. Richter
- Macbeth, regia di P. Drescher
- Der Kaukasische Kreidekreis, regia di H. Albiro
- Der Auftrag, regia di A. Richter
- Die Dachdecker, regia di S. Höchst
- Das Nest Des Auerhahns, regia di I. Lange
- Bruder Eichmann, regia di H. Albiro
- Der Biberpelz, regia di G. Mayer

### Televisione
- Kalter Engel, regia di Peter Vogel (1986)
- Polizeiruf 110 – serie TV, episodio 17x06 (1987)
- Rapunzel oder Der Zauber der Tränen, regia di Ursula Schmanger (1988)
- Kanzlei Bürger – serie TV, 12 episodi (1995)
- Hinter Gittern - Der Frauenknast – serie TV, episodi 15x14-15x16-15x17 (2005-2006)
- Tatort – serie TV, episodio 1x691 (2008)
- La strada per la felicità (Wege zum Glück) – serial TV, 557 puntate (2006-2009)
- Eine für alle - Frauen können's besser – serie TV, 4 episodi (2009)
- Gute Zeiten, schlechte Zeiten – serial TV, puntate 4422-4423 (2010)
- Die Prinzessin auf der Erbse, regia di Bodo Fürneisen (2010)

### Regia
- Der Drache
- Diener Zweier Herren
- Der Auftrag
- Dreigroschenoper
- Mördermuttermörder
- Prinz Tausendfuss